# Michele Mastromarino
Michele Mastromarino  (Cagliari, Olasz Királyság, 1894. november 1. – Cagliari, Olaszország, 1986. június 25.) olimpiai bajnok olasz tornász.
Az első világháború után részt vett az 1920. évi nyári olimpiai játékokon Antwerpenban, mint tornász. Európai rendszerű csapat versenyben aranyérmes lett..
Aktív tornászpályafutása befejezése után edzőként dolgozott különböző klubokban.